# 利根郡
- 令制国一覧 > 東山道 > 上野国 > 利根郡
- 日本 > 関東地方 > 群馬県 > 利根郡

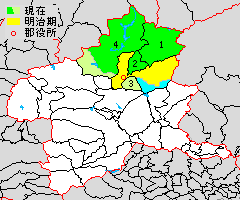
群馬県利根郡の範囲（1.片品村 2.川場村 3.昭和村 4.みなかみ町 水色・薄緑：後に他郡から編入された区域）

利根郡（とねぐん）は、群馬県（上野国）北東部の郡。
人口29,222人、面積1,322.23km²、人口密度22.1人/km²。（2025年2月1日、推計人口）
以下の1町3村を含む。
- 片品村（かたしなむら）
- 川場村（かわばむら）
- 昭和村（しょうわむら）
- みなかみ町（みなかみまち）

## 郡域
1878年（明治11年）に行政区画として発足した当時の郡域は、現在の行政区画では概ね以下の区域に相当する。
- 沼田市（利根町日影南郷、利根町青木、利根町砂川、利根町輪組、利根町多那、利根町石戸新田、利根町根利を除く）
- みなかみ町（須川、東峰、西峰須川、入須川、布施、師田、吹路、永井、猿ヶ京温泉を除く）
- 片品村
- 川場村

## 歴史

### 近代以降の沿革
- 「旧高旧領取調帳」に記載されている明治初年時点での支配は以下の通り。幕府領は関東在方掛の岩鼻陣屋が管轄。●は村内に寺社領が存在。（3町114村）

| 知行         | 知行           | 村数     | 村名 |
| ------------ | -------------- | -------- | --- |
| 幕府領       | 幕府領         | 16村     | 羽場村、太田川村、小田川村、原村、善桂寺村、御座入村、谷川村、大穴村、下川田村、大揚村、高戸谷村、平川村、薗原村、穴原村、日向南郷村、摺淵村 |
| 幕府領       | 旗本領         | 1町 50村 | 老神村、木賊新田、川上村、向山村、岩室村、下発知村、大沼村、湯檜曽村、吉本村、阿能川村、相俣村、相俣村持添・富士新田、幸知村、富士新田、宇楚井村、大倉蘭新田、粟沢村、二牧原村、夜後村、生枝村、高日向村、大原新町、追貝村、戸倉村、上佐山村、奈女沢村、小日向村、鹿野沢村、湯原村（現みなかみ町）、下津村、今井村、尾合村、秋塚村、大釜村、小松村、菅沼村、東田代村、花咲村、針山新田、須賀川村、越本村、幡谷村、千鳥新田、柿平村、東小川村、下平村、築地村、平出村、土出村、上津村、新巻村 |
| 藩領         | 沼田藩         | 2町 47村 | 湯原組、沼田町、沼須村、上川田村、戸鹿野村、戸鹿野新町、屋形原村、岩本村、月夜野村、小川本村、小川両組、石倉村、寺間村、小仁田村、真庭村、政所村、師村、●後閑村、上牧村、●下牧村、白岩村、硯田村、恩田村、井土上村、綱子村、藤原村、下久屋村、上久屋村、横塚村、生品村、谷地組、天神組、門前組、高平村、上古語父村、下古語父村、萩室村、立岩村、中野村、町田村、岡谷村、奈良村、発知新田、中発知村、堀廻村、下沼田村、戸神村、石墨村、下佐山村                                               |
| 幕府領・藩領 | 幕府領・沼田藩 | 1村      | ●上発知村 |

- 慶応4年6月17日（1868年8月5日） - 新政府が岩鼻陣屋に岩鼻県を設置。幕府領・旗本領を管轄。
- 明治4年
  - 7月14日（1871年8月29日） - 廃藩置県により、藩領が沼田県の管轄となる。
  - 10月28日（1871年12月10日） - 第1次府県統合により、全域が群馬県（第1次）の管轄となる。
- 明治5年 - 小川本村・小川両組が合併して小川村となる。（3町112村）
- 明治6年（1873年）6月15日 - 熊谷県の管轄となる。
- 明治7年（1874年）（3町107村）
  - 湯原組・木賊新田が合併して湯原村となる。
  - 谷地組・富士新田が合併して谷地村となる。
  - 相俣村持添・富士新田が相俣村に、大倉蘭新田が奈良村に、二枚原村が新巻村にそれぞれ合併。
- 明治8年（1875年） - 湯原村（現川場村）が川場湯原村に改称。
- 明治9年（1876年）8月21日 - 第2次府県統合により、熊谷県が武蔵国の管轄地域を埼玉県に合併して群馬県（第2次）に改称。当郡域は群馬県の管轄となる。
- 明治11年（1878年）12月7日 - 郡区町村編制法の群馬県での施行により、行政区画としての利根郡が発足。「利根北勢多郡役所」が沼田町に設置され、北勢多郡とともに管轄。
- 明治14年（1881年） - 上佐山村・下佐山村が合併して佐山村となる。（3町106村）
- 明治16年（1883年） - 沼須村から上沼須村が分立。（3町107村）

### 町村制以降の沿革
- 明治22年（1889年）4月1日 - 町村制の施行により、以下の町村が発足。特記以外は現・沼田市。（1町12村）
  - 沼田町 ← 沼田町［大部分］、岡谷村［一部］
  - 利南村 ← 沼須村、上沼須村、上久屋村、下久屋村、横塚村、戸鹿野村、戸鹿野新町
  - 白沢村 ← 高平村、生枝村、岩室村、尾合村、平出村、上古語父村、下古語父村
  - 東村 ← 追貝村、千鳥新田、平川村、高戸谷村、大楊村、老神村、大原新町、薗原村、穴原村
  - 片品村 ← 須賀川村、菅沼村、御座入村、築地村、下平村、摺淵村、花咲村、針山新田、越本村、東小川村、土出村、戸倉村、幡谷村（現存）
  - 川場村 ← 川場湯原村、谷地村、門前組、天神組、生品村、立岩村、萩室村、中野村、太田川村、小田川村（現存）
  - 池田村 ← 下発知村、中発知村、上発知村、発知新田、佐山村、奈良村、秋塚村、岡谷村［大部分］、沼田町［一部］
  - 薄根村 ← 下沼田村、井土上村、硯田村、恩田村、白岩村、堀廻村、大釜村、原村、宇楚井村、善桂寺村、石墨村、戸神村、町田村
  - 古馬牧村 ← 真庭村、政所村、師村、後閑村、下牧村、上牧村、大沼村、奈女沢村（現・みなかみ町）
  - 水上村 ← 湯原村、高日向村、小日向村、阿能川村、谷川村、鹿野沢村、吉本村、小仁田村、寺間村、川上村、大穴村、幸知村、湯檜曽村、綱子村、向山村、粟沢村、藤原村、夜後村（現・みなかみ町）
  - 桃野村 ← 月夜野村、小川村、上津村、下津村、石倉村（現・みなかみ町）
  - 湯ノ原村 ← 新巻村、羽場村、相俣村（現・みなかみ町）
  - 川田村 ← 下川田村、上川田村、今井村、屋形原村、岩本村
  - 日向南郷村、小松村、柿平村が北勢多郡赤城根村の一部となる。
- 明治29年（1896年）
  - 4月1日 - 郡制の施行のため、利根郡・北勢多郡および吾妻郡の一部の区域をもって、改めて利根郡が発足。以下の各村が本郡の所属となる。（1町16村）
    - 旧・北勢多郡 - 久呂保村、糸之瀬村（現・昭和村）、赤城根村（現・沼田市）
    - 旧・吾妻郡 - 久賀村（現・みなかみ町）

  - 7月15日 - 郡制を施行。
- 明治41年（1908年）5月1日 - 久賀村・湯ノ原村が合併して新治村が発足。（1町15村）
- 大正12年（1923年）4月1日 - 郡会が廃止。郡役所は存続。
- 大正15年（1926年）7月1日 - 郡役所が廃止。以降は地域区分名称となる。
- 昭和22年（1947年）10月10日 - 水上村が町制施行して水上町となる。（2町14村）
- 昭和29年（1954年）4月1日 - 沼田町・利南村・池田村・薄根村・川田村が合併して沼田市が発足し、郡より離脱。（1町10村）
- 昭和30年（1955年）4月1日 - 古馬牧村・桃野村が合併して月夜野町が発足。（2町8村）
- 昭和31年（1956年）9月30日 - 東村・赤城根村が合併して利根村が発足。（2町7村）
- 昭和33年（1958年）11月1日 - 久呂保村・糸之瀬村が合併して昭和村が発足。（2町6村）
- 昭和36年（1961年）8月1日 - 利根村の一部（大字生越の一部。利根村に残る地区は大字二本松に改称）が昭和村に編入。
- 平成17年（2005年）
  - 2月13日 - 白沢村・利根村が沼田市に編入。（2町4村）
  - 10月1日 - 月夜野町・水上町・新治村が合併してみなかみ町が発足。（1町3村）

### 変遷表
| 明治22年4月1日 | 明治22年4月1日 | 明治22年 - 大正15年         | 明治22年 - 大正15年   | 昭和1年 - 昭和19年 | 昭和20年 - 昭和29年     | 昭和30年 - 昭和64年     | 昭和30年 - 昭和64年     | 平成1年 - 現在               | 現在       |
| -------------- | -------------- | --------------------------- | --------------------- | ------------------ | ----------------------- | ----------------------- | ----------------------- | ---------------------------- | ---------- |
| 北勢多郡       | 久呂保村       | 明治29年4月1日 利根郡に編入 | 久呂保村              | 久呂保村           | 久呂保村                | 昭和33年11月1日 昭和村  | 昭和33年11月1日 昭和村  | 昭和村                       | 昭和村     |
| 北勢多郡       | 糸之瀬村       | 明治29年4月1日 利根郡に編入 | 糸之瀬村              | 糸之瀬村           | 糸之瀬村                | 昭和33年11月1日 昭和村  | 昭和33年11月1日 昭和村  | 昭和村                       | 昭和村     |
| 北勢多郡       | 赤城根村       | 明治29年4月1日 利根郡に編入 | 赤城根村              | 赤城根村           | 赤城根村                | 昭和31年9月30日 利根村  | 昭和31年9月30日 利根村  | 平成17年2月13日 沼田市に編入 | 沼田市     |
| 利根郡         | 東村           | 東村                        | 東村                  | 東村               | 東村                    | 昭和31年9月30日 利根村  | 昭和31年9月30日 利根村  | 平成17年2月13日 沼田市に編入 | 沼田市     |
| 利根郡         | 白沢村         | 白沢村                      | 白沢村                | 白沢村             | 白沢村                  | 白沢村                  | 白沢村                  | 平成17年2月13日 沼田市に編入 | 沼田市     |
| 利根郡         | 沼田町         | 沼田町                      | 沼田町                | 沼田町             | 昭和29年4月1日 沼田市   | 沼田市                  | 沼田市                  | 沼田市                       | 沼田市     |
| 利根郡         | 利南村         | 利南村                      | 利南村                | 利南村             | 昭和29年4月1日 沼田市   | 沼田市                  | 沼田市                  | 沼田市                       | 沼田市     |
| 利根郡         | 池田村         | 池田村                      | 池田村                | 池田村             | 昭和29年4月1日 沼田市   | 沼田市                  | 沼田市                  | 沼田市                       | 沼田市     |
| 利根郡         | 薄根村         | 薄根村                      | 薄根村                | 薄根村             | 昭和29年4月1日 沼田市   | 沼田市                  | 沼田市                  | 沼田市                       | 沼田市     |
| 利根郡         | 川田村         | 川田村                      | 川田村                | 川田村             | 昭和29年4月1日 沼田市   | 沼田市                  | 沼田市                  | 沼田市                       | 沼田市     |
| 利根郡         | 川場村         | 川場村                      | 川場村                | 川場村             | 川場村                  | 川場村                  | 川場村                  | 川場村                       | 川場村     |
| 利根郡         | 片品村         | 片品村                      | 片品村                | 片品村             | 片品村                  | 片品村                  | 片品村                  | 片品村                       | 片品村     |
| 利根郡         | 桃野村         | 桃野村                      | 桃野村                | 桃野村             | 桃野村                  | 昭和30年4月1日 月夜野町 | 昭和30年4月1日 月夜野町 | 平成17年10月1日 みなかみ町   | みなかみ町 |
| 利根郡         | 古馬巻村       | 古馬巻村                    | 古馬巻村              | 古馬巻村           | 古馬巻村                | 昭和30年4月1日 月夜野町 | 昭和30年4月1日 月夜野町 | 平成17年10月1日 みなかみ町   | みなかみ町 |
| 利根郡         | 水上村         | 水上村                      | 水上村                | 水上村             | 昭和22年10月10日 水上町 | 水上町                  | 水上町                  | 平成17年10月1日 みなかみ町   | みなかみ町 |
| 利根郡         | 湯ノ原村       | 湯ノ原村                    | 明治41年5月1日 新治村 | 新治村             | 新治村                  | 新治村                  | 新治村                  | 平成17年10月1日 みなかみ町   | みなかみ町 |
| 吾妻郡         | 久賀村         | 明治29年4月1日 利根郡       | 明治41年5月1日 新治村 | 新治村             | 新治村                  | 新治村                  | 新治村                  | 平成17年10月1日 みなかみ町   | みなかみ町 |

## 行政
利根・北勢多郡長
| 代 | 氏名 | 就任年月日                | 退任年月日                | 備考                                                   |
| -- | ---- | ------------------------- | ------------------------- | ------------------------------------------------------ |
| 1  |      | 明治11年（1878年）12月7日 |                           |                                                        |
|    |      |                           | 明治29年（1896年）3月31日 | 北勢多郡および吾妻郡の一部との合併により旧・利根郡廃止 |

利根郡長
| 代 | 氏名 | 就任年月日               | 退任年月日                | 備考                   |
| -- | ---- | ------------------------ | ------------------------- | ---------------------- |
| 1  |      | 明治29年（1896年）4月1日 |                           |                        |
|    |      |                          | 大正15年（1926年）6月30日 | 郡役所廃止により、廃官 |